# Simen Juklerød
Simen Juklerød (ur. 18 maja 1994 w Bærum) – norweski piłkarz grający na pozycji lewego obrońcy lub pomocnika. Od 2021 jest zawodnikiem klubu KRC Genk.

## Kariera piłkarska
Swoją karierę piłkarską Juklerød rozpoczął w klubie IL Jutul. W 2004 roku podjął treningi w Bærum SK. W 2014 roku awansował do pierwszej drużyny. 6 kwietnia 2014 zadebiutował w niej w 1. divisjon w wygranym 4:3 domowym meczu z Hønefoss BK. W Bærum występował przez dwa sezony.
W 2016 roku Juklerød przeszedł do Vålerengi. Zadebiutował w niej 20 marca 2016 w Eliteserien w przegranym 0:1 wyjazdowym meczu ze Sogndal Fotball. W Vålerendze spędził dwa i pół roku.
Latem 2018 roku Juklerød przeszedł do belgijskiego klubu Royal Antwerp FC. Swój debiut w Royalu zaliczył 29 lipca 2018 w wygranym 1:0 wyjazdowym meczu z Royalem Charleroi. Premierowego gola na belgijskich boiskach strzelił 31 października 2018 w przegranym 2:4 domowym spotkaniu z KRC Genk. 1 sierpnia 2020 zdobył z Royalem Puchar Belgii (wystąpił w wygranym 1:0 finale z Club Brugge).
W lipcu 2021 Juklerød został zawodnikiem KRC Genk, do którego trafił na zasadzie wolnego transferu.
| Sezon   | Klub             | Kraj     | Rozgrywki       | Mecze | Gole |
| ------- | ---------------- | -------- | --------------- | ----- | ---- |
| 2014    | Bærum SK         | Norwegia | 1. divisjon     | 26    | 0    |
| 2015    | Bærum SK         | Norwegia | 1. divisjon     | 26    | 4    |
| 2016    | Vålerenga        | Norwegia | Eliteserien     | 19    | 3    |
| 2017    | Vålerenga        | Norwegia | Eliteserien     | 21    | 5    |
| 2018    | Vålerenga        | Norwegia | Eliteserien     | 11    | 0    |
| 2018/19 | Royal Antwerp FC | Belgia   | Eerste klasse A | 39    | 1    |
| 2019/20 | Royal Antwerp FC | Belgia   | Eerste klasse A | 14    | 0    |
| 2020/21 | Royal Antwerp FC | Belgia   | Eerste klasse A | 19    | 3    |